# Einsatzstaffel der Deutschen Mannschaft
Einsatzstaffel der Deutschen Mannschaft – ochotnicza formacja zbrojna złożona z volksdeutschów pochodzących z Chorwacji podczas II wojny światowej.

## Dzieje i organizacja jednostek ES
Po najeździe wojsk osi na Królestwo Jugosławii i utworzeniu Niepodległego Państwa Chorwackiego (NDH) 10 kwietnia 1941, niemiecka mniejszość narodowa w Chorwacji (licząca około 180 tys. ludzi) postanowiła przebudować się organizacyjnie i wojskowo.
W tym celu 31 lipca powstało Einsatzstaffel der Deutschen Mannschaft (ES) jako odpowiednik hitlerowskiego Schutzstaffel. Było ono częścią Deutsche Mannschaft, głównej organizacji etnicznych Niemców w Chorwacji. Dowództwo mieściło się w Osijeku. Na czele ES stanął ES-Oberstleutnant Jakob Lichtenberger. Większość ochotników pochodziło ze Sławonii i Syrmii. Do września 1942 liczebność formacji osiągnęła ok. 3000 ludzi, w tym 68 oficerów i 166 podoficerów. Nosili oni mundury Chorwackiej Domobrany z własnymi odznakami. ES było podporządkowane komendzie głównej Sił Zbrojnych Ustaszy. Pod koniec 1942 było ono zorganizowane w 2-batalionową jednostkę w sile pułku (Einsatzstaffel-Heimatschutzregiment). Do kwietnia 1943 Niemcy weszli w skład 7 Ochotniczej Dywizji Górskiej SS "Prinz Eugen".

## Skład organizacyjny ES
Październik 1941 r.
- Dowództwo batalionu
- 2 bojowe kompanie
- 4 rekruckie kompanie
- pluton rowerowy
- pluton kawalerii
- 2 plutony ochrony dowództwa (w Osijeku i Zagrzebiu)

Styczeń 1942 r.
- Dowództwo batalionu
- 3 bojowe kompanie
- kompania eskortowa
- pluton rowerowy
- pluton kawalerii
- pluton saperów
- pluton łączności
- pluton ochrony dowództwa

Wrzesień 1942 r.
- I Batalion Bojowy (I. Verfügungsbataillon "Prinz Eugen")
- I Batalion Rekrucki (I. Bereitschaftsbattaillon "Ludwig von Baden")
- II Batalion Rekrucki (II. Bereitschaftsbattaillon "General Laudon")
- III Batalion Rekrucki (III. Bereitschaftsbattaillon "Max Emanule von Bayern")

Styczeń 1943 r.
- 1 Batalion Bojowy "Prinz Eugen"
- 1 Batalion Rekrucki "Ludwig von Baden"
- 2 Batalion Rekrucki "General Laudon"
- 3 Batalion Rekrucki "Max Emanule von Bayern"
- Batalion Rekrucki w Osijeku
- Oddział Zmotoryzowany

## Stopnie wojskowe ES
- ES-General
- ES-Oberst
- ES-Oberstleutnant
- ES-Major
- ES-Hauptmann
- ES-Oberleutnant
- ES-Leutnant
- ES-Fänrich
- ES-Stabsfeldwebel
- ES-Oberfeldwebel
- ES-Feldwebel
- ES-Unteroffizier
- ES-Obergefreiter
- ES-Gefreiter
- ES-Schutze